# Белоусово (Архангельская область)
Белоусово — деревня в Устьянском районе Архангельской области. Входит в состав муниципального образования «Октябрьское».

## География
Деревня расположена в южной части Архангельской области, в таёжной зоне, в пределах северной части Русской равнины, в 25 километрах на северо-запад от посёлка Октябрьский, на левом берегу реки Устья, притока Ваги. Ближайшие населённые пункты: на севере деревня Леонтьевская, на востоке деревня Лосевская.
Часовой пояс
Белоусово, как и вся Архангельская область, находится в часовой зоне МСК (московское время). Смещение применяемого времени относительно UTC составляет +3:00.

## Население
| 2002 | 2010 | 2012 |
| ---- | ---- | ---- |
| 0    | →0   | ↗1   |

## История
Указана в «Списке населённых мест по сведениям 1859 года» в составе 2-го стана Вельского уезда Вологодской губернии под номером «2423» как «Белоусовская». Насчитывала 6 дворов, 13 жителей мужского пола и 16 женского.
В материалах оценочно-статистического исследования земель Вельского уезда упомянуто, что в 1900 году в административном отношении деревня входила в состав Чадромского сельского общества Леонтьевской волости. На момент переписи в селении Белоусовское находилось 8 хозяйств, в которых проживало 36 жителей мужского пола и 25 женского.